# Osvaldo Laport
Rubens Osvaldo Udaquiola Laport (ur. 12 sierpnia 1956 w Lacaze) – urugwajski aktor telewizyjny i teatralny. 

## Życiorys
Urodził się w Lacaze jako syn Teresy Natividad i Rubensa Sixto. W młodości pracował dorywczo. Jego brat Luis Udaquiola został zatrzymany i torturowany, podejrzewany o powiązanie z grupą partyzancką Tupamaros.
Karierę zawodową realizował głównie w Argentynie. W 1976 przeniósł się do Don Torcuato, w prowincji Buenos Aires, gdzie rozpoczął studia teatralne w Luis Tasca's Drama School. Aby wesprzeć lekcje aktorstwa i opłacić pokój w hotelowym centrum miasta, musiał pracować na niektórych stanowiskach jako klaun, pracownik magazynu i murarz. W 1979 w tej samej szkole poznał Vivianę Sáez, którą rok potem poślubił (1980), mają jedną córkę Jazmín (ur. 1995).
Debiutował na scenie w realizacji swojego nauczyciela dramatu Luisa Tascę Żegnaj młodość (Adiós Juventud). Jego występ zwrócił uwagę Santiago Dorii, który zaoferował mu główną rolę w Oscara Wilde’a Bądźmy poważni na serio. W 1983 wziął udział w telenoweli Twarzą w twarz (Cara a cara) jako Bruno z Verónicą Castro. Z czasem powierzono mu coraz ważniejsze role, takie jak Gente como la Gente (Ludzie tacy jak Ludzie, 1985), Duro Como la Roca... Frágil Como el Cristal (Twardy jak kamień, Kruchy jak szkło, 1986), Stellina (Estrellita mía, 1987) jako Miguel Ángel, Tu Mundo y el Mío (Twój świat i mój, 1987-88) i Passions (1989) jako Juan. 
W 1990 grał główną rolę jako Ariel Mejía Guzmán w wenezuelskim remake’u TV Azteca Pobre diabla. 

## Nagrody i nominacje
| Rok  | Nagroda                    | Kategoria                          | Tytuł                                                  | Rezultat  |
| ---- | -------------------------- | ---------------------------------- | ------------------------------------------------------ | --------- |
| 2000 | Nagroda im. Martína Fierro | Najlepszy aktor w komedii          | Guido Guevara w Campeones de la vida (1999)            | Wygrana   |
| 2005 | Nagroda im. Martína Fierro | Najlepszy aktor w komedii          | Juan Manuel Aguirre w Amor en custodia (2004)          | Wygrana   |
| 2006 | Nagroda im. Martína Fierro | Najlepszy aktor w telenowelii      | Martín Rivera w Collar de Esmeraldas (2005)            | Nominacja |
| 2007 | Nagroda im. Martína Fierro | Najlepszy aktor w komedii          | Martín Fierro w Son de Fierro (2006)                   | Nominacja |
| 2013 | Nagroda im. Martína Fierro | Najlepszy aktor codziennej komedii | Domingo „Cholo” Alarcón w Mis amigos de siempre (2012) | Nominacja |